# بدور محمد
بدور محمد الساعي (1 يوليو 1974 -)، ممثلة إماراتية.

## حياتها
دخلت المجال الفني من خلال المسرح عام 2003 بمسرحية جني أكاديمي. شاركت في العديد من أعمال التلفزيونية بأدوار صغيرة ولكنها تميزت على المسرح حيث قدمت أكثر من ثلاثين عمل مسرحي، وكسبت العديد من الجوائز ومنها أفضل ممثلة دور أول عن مسرحية "رحل النهار".

## أعمالها

### المسرحيات
- تداعيات
- المهرجون[2]
- طوى بخيتة
- غصة عبور
- بابا بارني
- أيام اللولو
- تحولات الأحياء والأشياء
- ليلة
- هاوي
- مريوم والسنافر
- حرب النعل
- قرموشه
- باب البراحه
- الوجه الآخر[9]
- لاتقصص رؤياك
- جنة ياقوت
- حنا
- المسرحية
- مساء الورد
- تراب الأحمر
- ألف ليلة وديك
- فوضى موضى
- الميدان يحميدان
- سفر العميان
- جنى أكاديمي
- اه قلبي
- بالأمس كانوا هنا
- الصلامه
- القصيدة الأخيرة
- خبر خبزتوة
- زمان اليوم

### المسلسلات
- طماشة 1
- أوراق سجينة
- الدروازة[10]
- أزهار مريم
- مجاديف الأمل
- حنة ورنة
- الغافة[11]
- ريح الشمال 2
- القياضة 2
- عام الجمر
- زمن الطيبين
- حب ولكن

### أفلام
- عرس الدم
- عيد ميلاد
- 25 فلس
- أوراق فنية
- هو جاس